# Chelsea Traille
Chelsea Sabrina Traille (ur. 8 marca 1985 r. w Houston w stanie Teksas) – amerykańska tancerka i aktorka.

## Biogram
Pochodzi z Flower Mound w stanie Teksas. Tańcem zajmuje się od trzeciego roku życia, jej specjalnością są balet oraz taniec jazzowy.
W 2008 brała udział w czwartej edycji talent show FOX-u So You Think You Can Dance, gdzie uplasowała się w finale.
Zagrała postać Coco w hollywoodzkim filmie Burleska (Burlesque, 2010) z udziałem Christiny Aguilery i Cher oraz pojawiła się w serialu TNT Podkomisarz Brenda Johnson (The Closer, 2011). Gościnnie wystąpiła w teledyskach do utworów "All the Right Moves" zespołu OneRepublic i "Waka Waka (This Time for Africa)" Shakiry.